# Freycinetia reineckei
Freycinetia reineckei là một loài thực vật có hoa trong họ Dứa dại. Loài này được Warb. ex Reinecke miêu tả khoa học đầu tiên năm 1898.